# RASCOM
A Regional African Satellite Communication Organization (RASCOM) é uma prestadora de serviços de telecomunicações, serviços de transmissão de TV direta e acesso à Internet em áreas rurais da África. Sob um acordo com a RASCOM, a RascomStar-QAF (uma empresa privada registrada nas Ilhas Maurício) vai implementar o primeiro projeto de satélite de comunicações da RASCOM. Este projeto africano conjunto tem o objetivo de diminuir a dependência do continente em relação as redes internacionais de satélite, como a Intelsat.

## Satélites
| Satélite      | Fabricante          | Data do lançamento     | Veículo de lançamento | Estado  |
| ------------- | ------------------- | ---------------------- | --------------------- | ------- |
| RASCOM-QAF 1  | Thales Alenia Space | 21 de dezembro de 2007 | Ariane-5GS            | Inativo |
| RASCOM-QAF 1R | Thales Alenia Space | 4 de agosto de 2010    | Ariane-5ECA           | Ativo   |